# Collegiata di San Giovanni Battista (Chianciano Terme)
La collegiata di San Giovanni Battista si trova a Chianciano Terme.

## Storia
La chiesa fu edificata nel 1229 all'interno delle mura del borgo, in prossimità di Porta San Giovanni, principale porta di accesso, sopra un tempio esagonale etrusco che era stato riconvertito a tempio del dio Giano in età romana. Nel corso dei restauri del presbiterio del 1809 furono individuati due livelli pavimentali con mattoni disposti a spina di pesce relativi a precedenti fasi dell'edificio, probabilmente alle più antiche. L'interno venne ristrutturato in stile neoclassico tra il 1813 e il 1817, su progetto di Luigi De Vegni; ulteriori modifiche vennero apportate nel 1957.

## Descrizione
L'edificio presenta caratteri di transizione tra il romanico e il gotico, soprattutto nella facciata. Sulla facciata a capanna in pietra si apre il portale è fortemente strombato, con semicolonne a fascio concluse da capitelli vegetali. Le due semicolonne centrali sono tortili e nell'intradosso sorreggono un arco con lo stesso motivo decorativo. Sul timpano si erge una statua in marmo di San Giovanni Battista databile al Trecento.
All'interno la navata unica termina con una campata voltata a cupola, ai lati della quale si aprono due cappelle laterali, di cui quella sinistra adibita a battistero. A destra del portale d'ingresso è murato un sarcofago con iscrizione etrusco-romana reimpiegato nel 1503 per conservare le ceneri del beato Paolo Salimbeni. 
Nella cappella di destra, dedicata al Santissimo Sacramento, sono collocate le seguenti opere: sulla destra un affresco del XVI secolo con la Natività da alcuni attribuito al pittore senese Francesco Rustici detto il Rustichino, sull'altare un reliquiario della Santa Croce in legno dorato del XVIII secolo e dinanzi ad esso un'urna trasparente contiene la scultura lignea del Cristo morto di Giuseppe Paleari (1783).
Sull'altare maggiore è collocato un crocifisso ligneo dipinto del Trecento. 
Nella cappella a sinistra, detta del Battistero, sono conservati il fonte battesimale circolare in travertino dell'antico battistero e l'affresco raffigurante la Madonna col Bambino detta Madonna del Castagnolo di Bartolo di Fredi, entrambe opere del XIV secolo.
Sulla cantoria in controfacciata si trova l'organo a canne, costruito nel 1771 da Ignazio Muschietti reimpiegando del materiale fonico cinquecentesco; nel 1967 fu ampliato dalla ditta Tamburini e dotato di una seconda consolle a trasmissione elettrica.